# 給田 (世田谷區)
給田（日语：／ Kyūden */?）是東京都世田谷區的町名。已實施住居表示。現行行政地名為給田一丁目至五丁目。郵遞區號157-0064。

## 地理
位於東京都世田谷區西北部，北鄰世田谷區北烏山、三鷹市北野，東接世田谷區南烏山，南連世田谷區上祖師谷，西通調布市仙川町、綠丘。

### 河川
- 仙川

## 歷史
江戶時代屬多摩郡給田村。1889年（明治22年），為千歲村大字。1936年（昭和11年），為世田谷區給田町。1970年（昭和45年）實施住居表示，為現行的給田一～五丁目。

### 地名由來
「給田」是指莊園制中，領主給與莊官與地頭的田地。

## 交通

### 鐵路
- 京王電鐵京王線－未設站。可利用東邊的千歲烏山站、西邊的仙川站。

### 巴士
- 北側有關東巴士荻58（荻窪站南口－北野），南側有京王巴士東丘22（杜鵑丘站北口－千歲船橋站）。後者是出入庫班次，車次少。

### 道路
- 中央自動車道 - 町域北邊。未設置出入口。
- 國道20號（甲州街道）
- 東京都道117號世田谷三鷹線（吉祥寺通）

## 設施
- 世田谷區給田地區會館
- 佼成學園女子中學校、高等學校
- 世田谷區立給田小學校
- 世田谷區立烏山小學校
- 佼成學園幼稚園
- 世田谷區立給田幼稚園
- 給田保育園
- 世田谷給田郵便局
- 成城消防團地域活動中心
- 第一生命相娛園（第一生命總合運動場）
  - 第一生命相娛園球場（第一生命相娯園グランド）
  - 光風亭－舊馬場家烏山別邸
  - 蒼梧紀念館－舊矢野家住宅
  - 見心寮－單身宿舍
- 東京都住宅供給公社給田北住宅
- 給田西住宅
- 六所神社
- 真光寺

## 備註
1. ↑  平成25年（2013年）の世田谷区の町丁別人口と世帯数 - 世田谷区
2. ↑  烏山地域の地名の由来 - 世田谷区 的存檔，存档日期2013-10-04.